# ハーリング

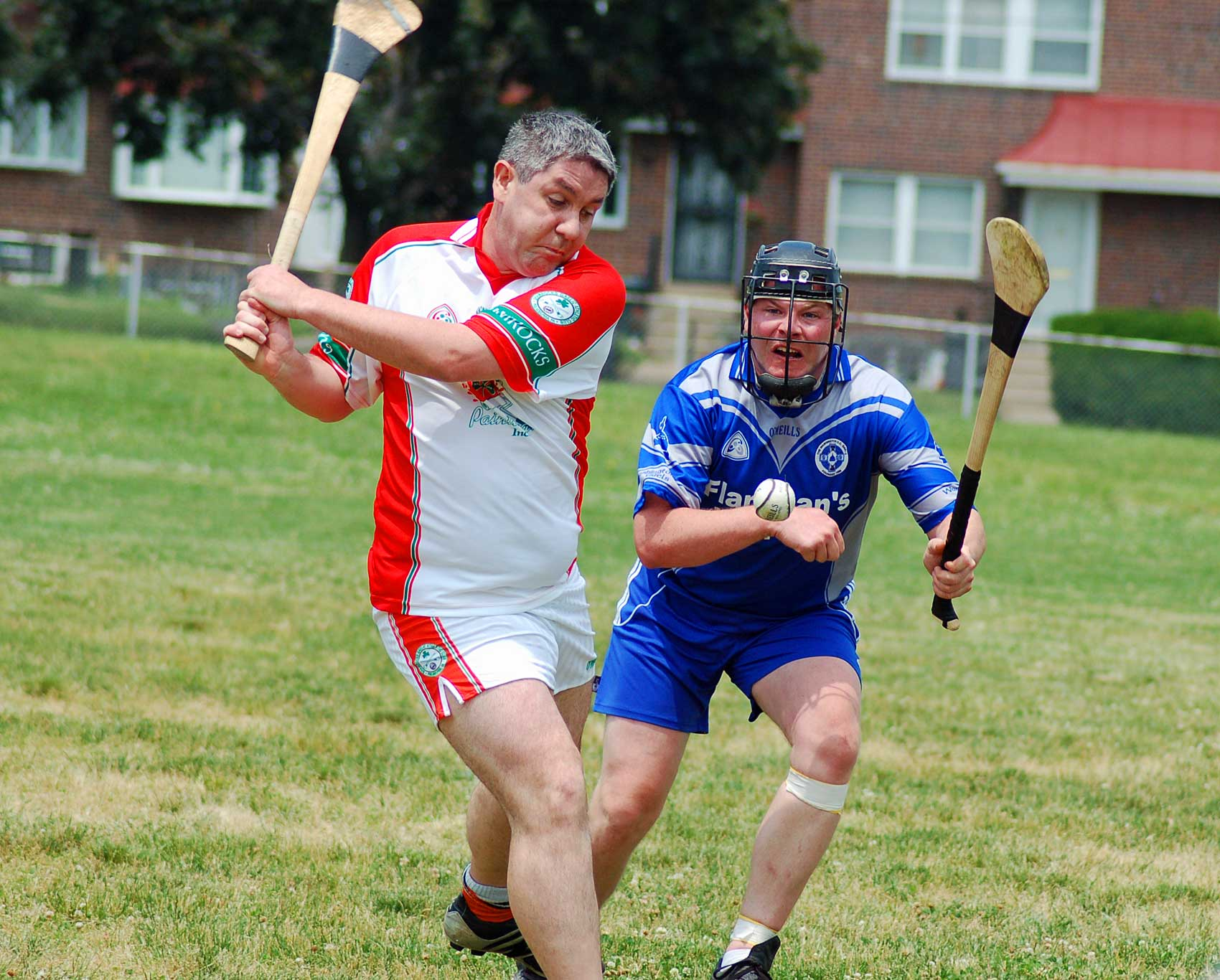
ハーリング

ハーリング（Hurling）は、ケルト族に起源をもち、スティックとボールを使用して行う屋外スポーツである。アイルランドを中心に行われ、ゲーリック・ゲームズの1つである。類似する競技に、主にスコットランドで行われるシンティ（en:shinty）、イングランドやウェールズで始められたバンディ（bandy）がある。また、女性選手が行うハーリング相当の競技はカモギー（en:camogie）と呼ばれる。

## 競技の概要
競技は2チームに分かれて互いにゴール、得点を競う形式で行われる。1チームの選手数は15名で、概念的にはゴールキーパー1名、ディフェンダー6名、ミッドフィルダー2名、フォワード6名に分かれる。1試合は70分、中間にインターバルが入り前半と後半に分かれる。競技のフィールドの大きさは、長さ140 m（154ヤード）、幅は80 mから90 mの間であり、サッカーやラグビーのフィールドよりもかなり大きい。
ゴールはフィールドの両サイドにあり、ラグビーのようにHの形をしているが、クロスバーの下側にはサッカーのゴール同様にネットが張られている。2本のゴールポストの間隔は6.37 m（7ヤード）、地面からクロスバーまでの高さは2.12 m（7フィート）である。
得点は相手方のゴールポスト（ゴールの垂直部分）の間にボール（シリター、sliotarないしslioter）を放つことによって与えられ、クロスバー（ゴールの水平部分）の上部であっても下部であっても良い。ボールが上部を通過した場合には1点、これに対し下部を通過すると3点が与えられる。

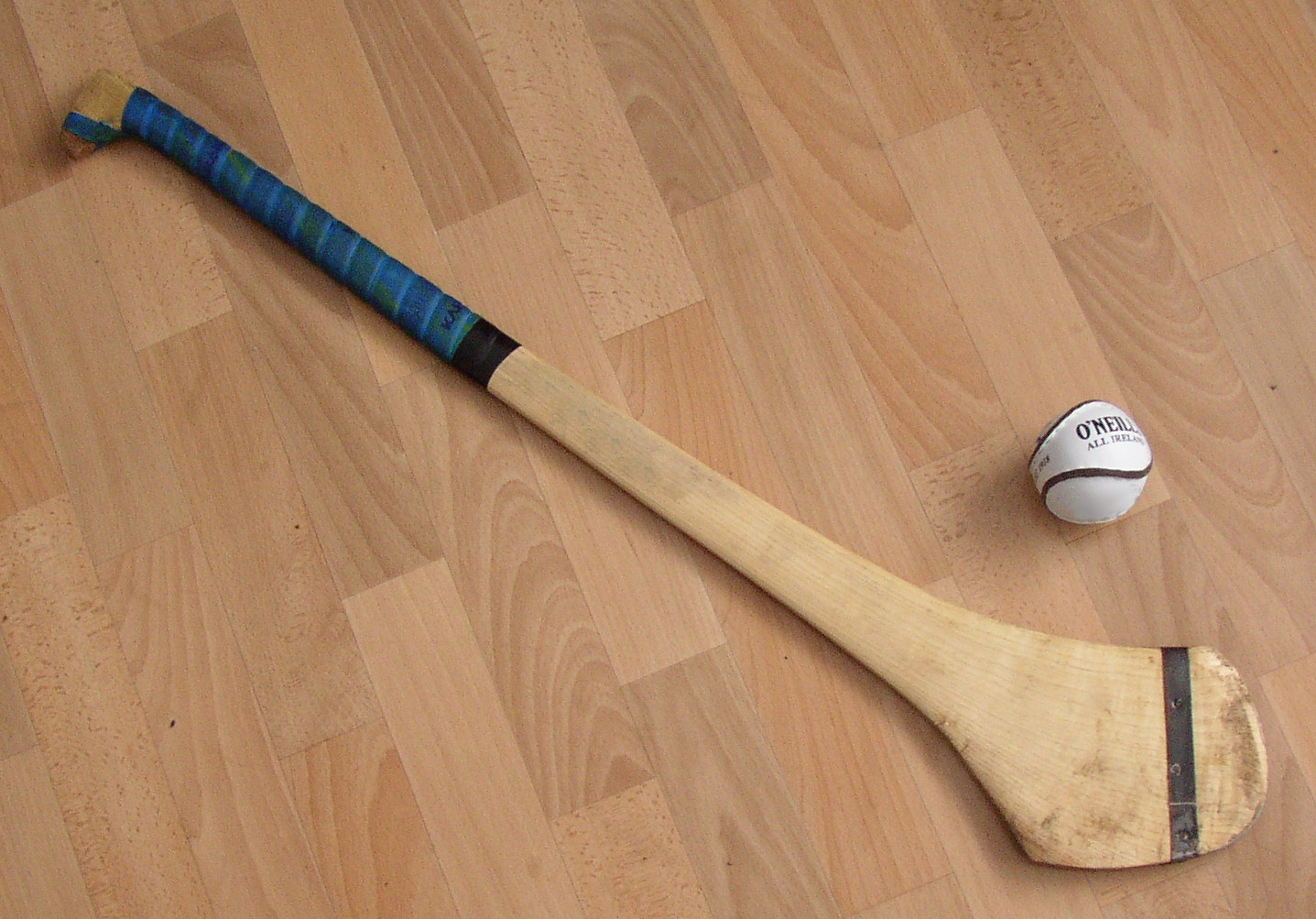
スティックとボール

ハーリング用のスティック（ハーリー、hurleyないしhurly。またはカモーン、caman）は元来はトネリコの根を加工して作られ、長さは97 cm以下（25インチから38インチ）で手で持つ部分と反対側の表面は平らになっている。ボールは皮製で直径は65 mm（2.55インチ）である。スティックでボールをクリーンに打撃すると、ボールの最高速度は時速150 km（93 mph）、飛距離は80 m に達する。
試合中、選手は敵ゴールを目指すとともに自ゴールを守備する。 ボールが地上にある場合にはスティックを使用してボールを打つか、持ち上げるなりしてから再び打撃するか選手の手で掴みとる必要がある。ボールを掴み取った選手は、4歩歩く間若しくは4秒間のうちいずれか短い時間内しか投げたり手で持って運ぶことは許されていないが、スティック、手でボールを打ち又は足で蹴ることはできる。
選手はスティック先端部の平らな表面部（bas）の上にボールを乗せて運ぶことは出来るが、これには高い技術が要求される。選手に対しタックルをすることは許されるが、スティックでもって打撃を加えることは認められていない。アクシデントで選手にスティックなどが当たることがあるので、頭部を保護するヘルメットの着用が推奨されているが、着用の義務付けはない。 
選手にはボールをコントロールする技術とスピードが求められる。

## 歴史
アイルランドの神話における 紀元前14世紀頃のモイトゥラの戦いで、トゥアハ・デ・ダナーン（ダーナ神族）がアイルランドへの移民（フィル・ボルグ）をハーリングの試合で破り、さらに戦闘でも破ったとする記述が見られる。また、このほかにもアイルランドにおける数々の古い話でハーリングについて言及がなされており、時代とともにその人気も高まってきた。

## 各国の事情
世界のあちこちにハーリングチームは点在するが、アイルランドのみがナショナルチームを有する。このナショナルチームはスコットランドのシンティのチームとともにルールを一部改変して長年にわたって対戦を行っている。この対戦が唯一の国際試合といえる。
ハーリングは大抵はアマチュア・スポーツとして位置づけられており、選手や監督にプロはおらず、勝利の栄冠のみを目指してプレイする。

### アイルランド
アイルランドにおいてはかつては強いチームが、コーク県（アイルランド南西部の県）、キルケニー県（南東部の県）、ティペラリー県（中南部の県）から現れたが、1980年代からはクレア県（西部の県）、ゴールウェイ県（西部の県）、リムリック県（南西部の県）、オファリー県（中東部の県）、ウォーターフォード県（南部の県）、ウェックスフォード県（南東部の県）のチームが有力となってきた。また、北東部のアントリム県は独立した「ハーリング王国」と看做されているが、Liam McCarthy Cup で優勝した経験がない。
アイルランド4地方内ではそれぞれ県別対抗戦が行われる。1990年代終盤頃までは地方における優勝チームはプレイオフの準決勝で戦い、毎年ダブリンのクローク・パークで9月に行われる 全アイルランド・シニア・ハーリング選手権大会決勝戦への進出をかけて争ったが、その後選手権試合は県別対抗戦及び準々決勝の段階まで含むものへと拡張された。
1884年以来、ハーリングはゲーリック体育協会（Gaelic Athletic Association, GAA）によって統括されている。最重要の試合は、全アイルランドシニアハーリング選手権であり、毎年ノックアウト方式を改良したルールで開催されている。決勝戦はクローク・パークで行われ、常時83,000人程の観客が詰め掛ける。

## 北米
ハーリングはアイルランド系の移民が上陸して以来、北米においても行われている。北米における最古の試合は、1788年にカナダニューファンドランドのセント・ジョンズで行われたものとされている。
アメリカ合衆国でもいくつかの都市でハーリングが行われ、元々アイルランド系の多いボストン、ニューヨーク、シカゴ、サンフランシスコの他ミルウォーキー、セントルイス、シアトルなどにクラブがある。